# Guri

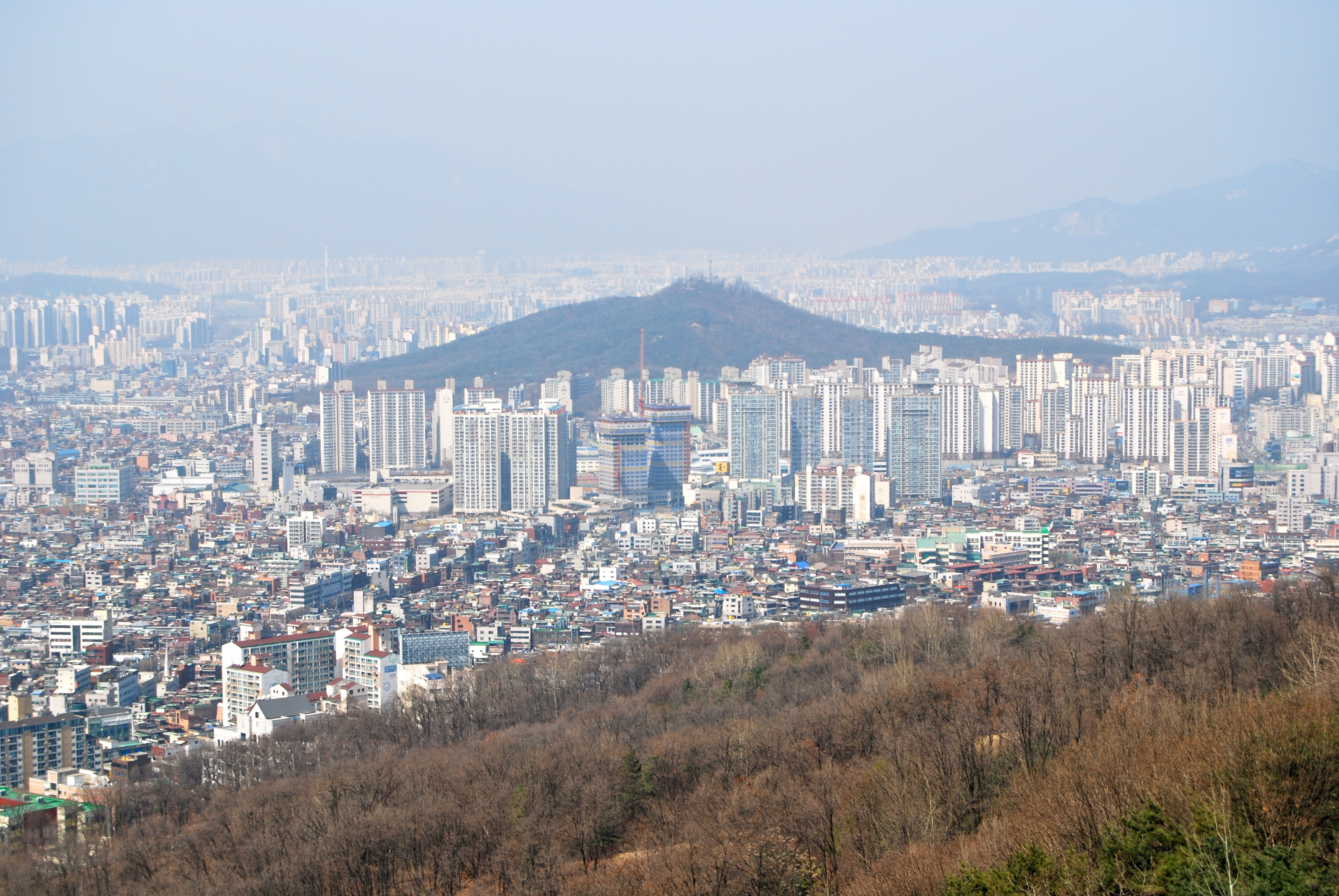
Vy över Guri.

För andra betydelser, se Guri (olika betydelser).
Guri (hangul 구리시, hanja 九里市) är en stad i den sydkoreanska provinsen Gyeonggi. Den är en östlig förort till Seoul och hade 198 856 invånare i slutet av 2020.

## Administrativ indelning
Guri är indelat i åtta stadsdelar (dong):
Donggu-dong,
Galmae-dong,
Gyomun 1-dong,
Gyomun 2-dong,
Inchang-dong,
Sutaek 1-dong,
Sutaek 2-dong och
Sutaek 3-dong.